# Hipp's
Hipp's（ヒップス）は、日本の4人組の女性アイドルグループ。日本テレビ系で放送されたバラエティ番組『THE夜もヒッパレ』にバックダンサーとして出演していた。2002年9月、同番組の終了と共に活動休止、事実上の解散となった。
2001年8月には自らのCDも発売された。また、何度かメンバーの交替が行われている。

## 略歴
- バラエティ番組『THE夜もヒッパレ』（以下、ヒッパレ）内にて、女性バックダンサー4人のグループとして出演。当初は自ら歌うことはなかった。1998年頃から、出演が確認されている。
- 初期メンバーは、1997年にベイキャニオンズのメンバーとして活動していた磯辺りえ、北川恵麻および山内えりかに加え、中野良子（同姓同名の女優とは別人）の4人。
- 2000年7月、全面的なメンバー交替が行われる。元D&DのAya（上原あや）とChikano（比嘉千賀乃）および元MISSIONの沖弥生と折田みゆきの4人で新たに構成。当初、ヒッパレ内では「New Hipp's」と紹介された。メンバーの平均年齢もかなり下がった。
- その数か月後、上原あやと沖弥生が離脱（理由は不明）。その代わりとして、上原あやと比嘉千賀乃と同じ沖縄アクターズスクール出身である比嘉望と近藤真由が加入。ただし、これも一時的なものであった。
- 2001年、活動休止した比嘉望と近藤真由（学業優先が休止理由とされる）に代わり、石川愛理と前田亜紀が加入。同年8月、この時点でのメンバー（比嘉（千）・折田・石川・前田）で、シングル「Go!Go!Girl!」を発売。同時期に写真集も発売された。
- 2002年、前田がMAXの新メンバーとなった時期と前後して、MAXと同じヴィジョンファクトリー所属だった三橋伴美が、前田と交替で加入。しかし、同年9月の番組終了と共にグループとしての活動の場を事実上失った。

## 作品

### シングル
1. Go!Go!Girl!（2001年8月22日、avex trax、AVCD-30286）
  1. Go!Go!Girl!
  2. SWEET LOVE (NORMA SHEFFIELDカバー)

## 書籍

### 写真集
- Hipp's初写真集（2001年8月、竹書房）
  - 登場メンバーは、比嘉千賀乃、折田みゆき、石川愛理、前田亜紀。水着姿も披露している。